# 岡崎統合バイオサイエンスセンター
岡崎統合バイオサイエンスセンター（おかざきとうごうバイオサイエンスセンター、英: Okazaki Institute for Integrative Bioscience）は、自然科学研究機構を構成する基礎生物学研究所、生理学研究所、分子科学研究所の共通研究施設。愛知県岡崎市にある。
2018年4月に，新分野創成センターのブレインサイエンス研究分野，イメージングサイエンス研究分野と統合され生命創成探究センターに改組。

## 概要
2000年4月に基礎生物学研究所，生理学研究所及び分子科学研究所の共通の研究施設として設立されたセンター。基礎生物科学，生理科学及び分子科学などの学際領域にまたがる諸問題に対し，総合的な観点と方法論を適用・駆使し，新たなバイオサイエンスを切り開くことを目的として，3研究所に属する研究者が研究所の枠を超えて集う。